# Cygnodraco mawsoni
Cygnodraco mawsoni is een  straalvinnige vissensoort uit de familie van Antarctische draakvissen (Bathydraconidae). De wetenschappelijke naam van de soort is voor het eerst geldig gepubliceerd in 1916 door Waite.